# Podlesie-Kolonia
Podlesie-Kolonia – część wsi Brudzew w Polsce, położona w województwie wielkopolskim, w powiecie kaliskim, w gminie Blizanów.
W latach 1975–1998 Podlesie-Kolonia należało administracyjnie do województwa kaliskiego.